# Форбс, Бернард, 8-й граф Гранард
Бернард Артур Уильям Патрик Гастингс Форбс, 8-й граф Гранард (англ. Bernard Arthur William Patrick Hastings Forbes, 8th Earl of Granard; 17 сентября 1874 — 10 сентября 1948) — англо-ирландский пэр, военный и либеральный политик. Он носил титул учтивости — виконт Форбс с 1874 по 1889 год.

## Предыстория
Родился 17 сентября 1874 года. Старший сын Джорджа Форбса, 7-го графа Гранарда (1833—1889), и его второй жены, достопочтенной Мэри Фрэнсис Петре (1846—1920), дочери Уильяма Петре, 12-го барона Петре.
25 августа 1889 года после смерти своего отца 14-летний Бернард Форбс унаследовал титулы 8-го графа Гранарда (Пэрство Ирландии), 3-го барона Гранарда из Касл-Доннингтона в графстве Лестершир (Пэрство Соединённого королевства), 9-го баронета Форбса из замка Форбс в графстве Лонгфорд (Ирландия), 8-го виконта Гранарда в графстве Лонгфорд (Пэрство Ирландии) и 8-го барона Клэнхью в графстве Лонгфорд (Пэрство Ирландии).

## Политическая карьера
По достижении зрелости в 1895 году лорд Гранард смог занять свое место в Палате лордов под своим младшим титулом барона Гранарда в системе Пэрства Соединённого Королевства.
Лорд Гранард занимал должности лорда в ожидании (правительственный кнут в Палате лордов) в правительстве премьер-министра сэра Генри Кэмпбелла-Баннермана (1905—1907) и помощника генерального почтмейстера (1906—1909). Член Тайного совета Великобритании в 1907 году. Также занимал должность шталмейстера (1907—1915 , 1924—1936).
Лорд Гранард был членом Ирландской продовольственной конвенции, контролером пищевых продуктов Ирландии в 1918 году, в этом же году он также был принят в Тайный совет Ирландии. Он был членом Сената Южной Ирландии в 1921 году и Сената Ирландского свободного государства с 1922 по 1934 год. Лорд Гранард также занимал должности вице-адмирала Коннахта и лорда-лейтенанта Лонгфорда (1916—1922).

## Награды
- Орден Святого Патрика (1909 год)
- Орден Почетного легиона (Франция)
- Орден Карлоса III (Испания)
- Орден Полярной звезды (Швеция)
- Орден Данеброг (Дания)
- Орден Христа (Португалия)
- Орден Белого Орла 4-й степени с мечами (Сербия)
- Орден Гражданских заслуг (Испания)
- Орден Спасителя (Греция).
- Орден Святых Маврикия и Лазаря (Италия)
- Орден Звезды Эфиопии
- Орден Звезды Румынии
- Орден Пия IX
- Большой крест Ордена Исмаила (Египет)
- Большой крест Ордена Изабеллы Католической (Испания)

## Военная карьера
В 1896 году лорд Гранард был зачислен в 3-й (ополченский) батальон «Гордонские хайлендеры», а в ноябре 1899 года получил чин младшего лейтенанта шотландской гвардии. Участвовал во Второй Англо-бурской войне (1899—1902). Со 2-м батальоне своего полка от покинул Саутгемптон и отплыл в Южную Африку на корабле SS Britannic в марте 1900 года. С 1900 по 1902 год он служил в 1-м батальоне в Южной Африке, принимал участие в битве при Белфасте (август 1900) и операции при Коматипоорте. Находясь в Южной Африке, в июле 1901 года он получил чин лейтенанта. После окончания войны лорд Гранард покинул Кейптаун и отправился в Англию на корабле SS Simla в конце июля 1902 года . В 1905 году получил чин капитана. В 1908 году он был назначен подполковником почтовой стрелковой службы. Он ушел в отставку из почтовой стрелковой службы в 1910 году и из шотландской гвардии в 1911 году.
Участвовал в Первой мировой войне и упоминался в депешах. В 1916 году лорда Гранард был назначен командиром 5-го батальона Королевского ирландского полка. В 1915 году он был награжден Большим крестом Королевского Викторианского ордена. Позже он был военным секретарем главнокомандующего Салоникскими войсками с 1917 года.
Помимо своей политической и военной карьеры, лорд Гранард также входил в совет директоров футбольного клуба «Арсенал» и был председателем клуба с 1936 по 1939 год.

## Семья

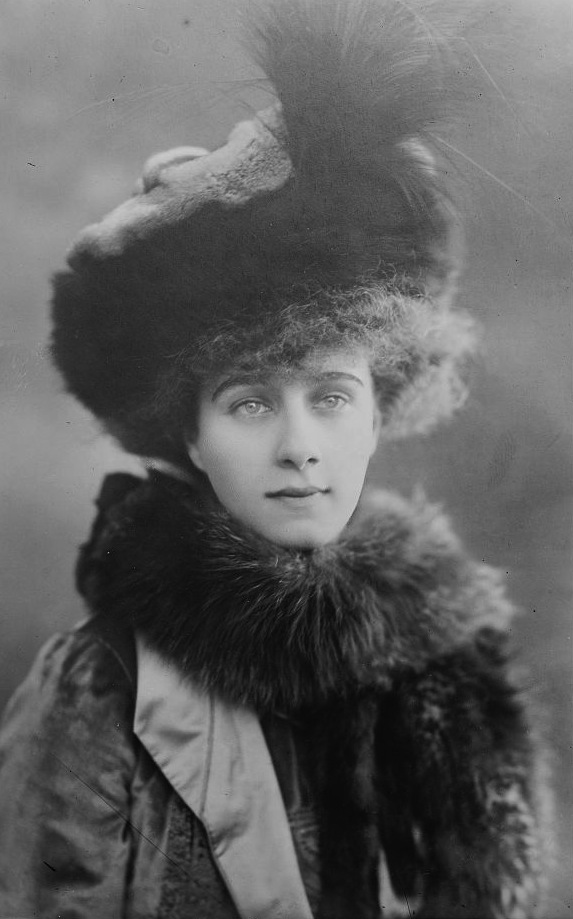
Беатрис Миллс (1883—1972), супруга 8-го графа Гранарда

14 января 1909 года лорд Гранард женился на американке Беатрис Миллс (19 июля 1883 — 30 января 1972), дочери богатого американского бизнесмена Огдена Миллса (1856—1929) и Рут Ливингстон. Её брат, Огден Л. Миллс, был 50-м министром финансов США. У супругов было четверо детей:
- Леди Мойра Мэри Форбс (? — 19 февраля 1910), 1-й муж с 1934 года Луи де Брант, граф де Брант (развод в 1936), 2-й муж с 1942 года — Тео Росси де Монтелера, граф ди Монтелера.
- Леди Эйлин Беатрис Форбс (1 июля 1912 — июль 1993), с 1932 года жена Джона Крайтона-Стюарта, 5-го маркиза Бьюта.
- Артур Патрик Гастингс Форбс, 9-й граф Гранард (10 апреля 1915 — 21 ноября 1992), старший сын и преемник оцта.
- Достопочтенный Джон Форбс (8 октября 1920—1982), отец Питера Форбса, 10-го графа Гранарда.

Лорд Гранард скончался в возрасте 73 лет. Ему наследовал его старший сын Артур. Помимо своей резиденции в Каслфорбс, Ньютаун-Форбс, графство Лонгфорд, Ирландия, лорд Гранар имел лондонскую резиденцию в Форбс-хаусе, Халкин-стрит, а также резиденцию на улице Рю де Варенн, 73 в Париже.